# District de Hiyama

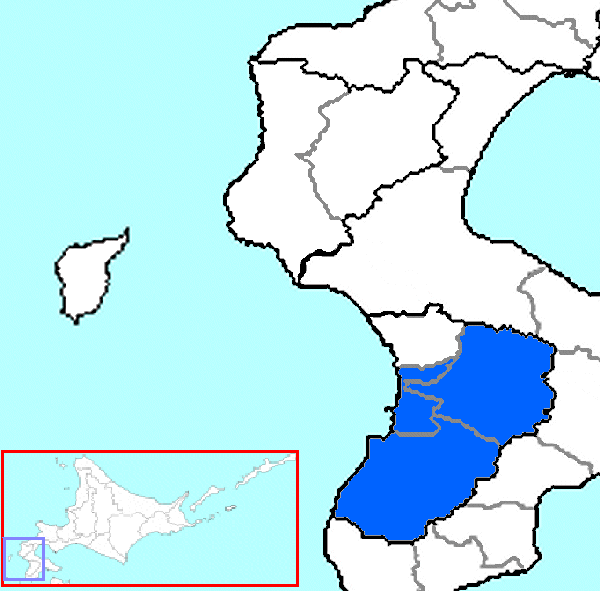
District de Hiyama, sous-préfecture de Hiyama.

Le district de Hiyama (檜山郡, Hiyama-gun) est un district de la sous-préfecture de Hiyama au Japon.
Au 31 mars 2015, la population de ce district s'élevait à 17 948 habitants répartis sur une superficie de 1 117,82 km2.

## Bourgs
- Assabu
- Esashi
- Kaminokuni